# Pożary lasów w Grecji (2009)
Pożary lasów w Grecji – seria pożarów, które swoim zasięgiem objęły kilka obszarów w Grecji. Pożary wybuchły dnia 21 sierpnia 2009 roku i trwały do 24 sierpnia. Pierwszy pożar pojawił się w okolicy Grammatiko około 40 km na północny wschód od stolicy kraju, Aten. W ciągu trzech kolejnych dni ogień szybko się rozprzestrzeniał, powodując zniszczenie czternastu miast. 10 000 mieszkańców zostało ewakuowanych z Ajos Stefanos. Około 600 strażaków i żołnierzy walczyło z ogniem, do pomocy gaszenia pożaru użyto również 12 samolotów gaśniczych i 9 helikopterów oraz 130 wozów strażackich.
Ogień spalił łącznie około 310 tys. hektarów lasów (głównie borów sosnowych) i zarośli. W wyniku pożarów nikt nie zginął, poparzonych zostało co najmniej 5 osób, a u kilkudziesięciu wystąpiły problemy z oddychaniem.